# Helene von Bolváry
Helene von Bolváry (nascida Ilona Fraknói; 1882–1943) foi uma atriz húngara. Ela era a esposa do diretor de cinema Géza von Bolváry.

## Biografia
Ilona Fraknói nasceu de pais ricos em 31 de março de 1882 em Esztergom. Ela frequentou uma escola secundária para meninas em Budapeste e se casou contra sua vontade aos 17 anos. Depois de se divorciar de seu primeiro marido, Ilona se formou na Academia de Teatro de Budapeste. Seguiram-se apresentações teatrais nas províncias e em Budapeste.
Ilona veio para o cinema em 1915 e fez sua estréia nas telas em “A falu rossza” (O bandido da vila). Mais de 60 filmes na Hungria se seguiram, incluindo vários filmes dirigidos por Géza von Bolváry, com quem ela foi casada em 1921. Durante a República Soviética Húngara, ela foi secretária da sociedade de atores de cinema, depois com seu marido fundou uma escola de teatro e cinema na Hungria em 1921, mas deixaram o país no ano seguinte e trabalharam primeiro em Viena e depois em Munique. Helene von Bolváry também filmou na França, Áustria e Alemanha. Ela não conseguiu se firmar no cinema falado. Naquela época, ela tinha papéis apenas em filmes alemães. 
Em 1942, ela adoeceu durante as filmagens e morreu em Budapeste no mesmo ano, apesar dos cuidados médicos.

## Filmografia selecionada
- Drághfy Éva (1913) — estréia
- O bandido da vila (1916; em húngaro:  A Falu rossza)
- Rosa branca (1919; em húngaro:  Fehér rózsa)
- O caminho para a luz (1923; em alemão:  Der Weg zum Licht)
- A mulher no fogo (1924; em alemão:  Die Frau im Feuer)
- Garotas, com quem você não vai se casar (1924; em alemão:  Mädchen, die man nicht heiratet)
- Os granadeiros reais (1925)
- Mulheres, que se desviam do caminho (1925; em alemão:  Frauen, die vom Weg abirren)
- O coração de uma mãe alemã (1926; em alemão:  Das deutsche Mutterherz)
- O amor do Bajadere (1926; em alemão:  Die Liebe der Bajadere)
- Estou na meia-noite escura (1927; em alemão:  Steh' ich in finstrer Mitternacht)
- Tragédia no Circo Real (1928; em alemão:  Tragödie im Zirkus Royal)
- Ele vai para a direita, Ela vai para a esquerda! (1928; em alemão:  Er geht rechts - Sie geht links!)
- Destino de garota (1928; em alemão:  Mädchenschicksale)
- O pecador (1928; em alemão:  Die Sünderin)
- A mulher em tortura (1928; em alemão:  Die Frau auf der Folter)